# Weimar (Lahn)
Weimar (Lahn) è un comune di 7 231 abitanti dell'Assia, in Germania.

Appartiene al distretto governativo (Regierungsbezirk) di Gießen ed al circondario di Marburgo-Biedenkopf (targa MR).